# Paul Capdeville
Paul Gerald Capdeville Castro (ur. 2 kwietnia 1983 w Santiago) – chilijski tenisista, reprezentant kraju w Pucharze Davisa.

## Kariera tenisowa
Największym sukcesem chilijskiego tenisisty było zwycięstwo w grze podwójnej w parze z Óscarem Hernándezem w zawodach kategorii ATP World Tour w Viña del Mar w styczniu 2007 roku. W finale pokonali debel Albert Montañés i Rubén Ramírez Hidalgo 4:6, 6:4, 10-6. Oprócz tego rezultatu w grze pojedynczej Capdeville miał w swoim dorobku dziesięć wygranych turniejów w rozgrywkach z serii ATP Challenger Tour.
Od 2004 roku Capdeville regularnie grał w reprezentacji Chile w Pucharze Davisa. Jednym z większych sukcesów tenisisty w tych rozgrywkach było pokonanie w marcu 2011 roku po pięciosetowym spotkaniu Johna Isnera 6:7(5), 6:7(2), 7:6(3), 7:6(5), 6:4.
Na igrzyskach Ameryki Południowej, które odbywały się w 2014 roku w chilijskim Santiago Capdeville zdobył dwa brązowe medale – w grze pojedynczej oraz podwójnej.
W 2014 roku poinformował o zakończeniu kariery zawodowej.

### Finały w turniejach ATP World Tour

#### Gra podwójna (1–0)
| Legenda                             |
| Wielki Szlem (0–0)                  |
| Igrzyska olimpijskie (0–0)          |
| Tennis Masters Cup (0–0)            |
| ATP Masters Series (0–0)            |
| ATP International Series Gold (0–0) |
| ATP International Series (1–0)      |

| Wygrane według nawierzchni |
| Twarda (0–0)               |
| Ceglana (1–0)              |
| Trawiasta (0–0)            |
| Dywanowa (0–0)             |

| Końcowy wynik | Nr | Data          | Turniej      | Nawierzchnia | Partner         | Przeciwnicy w finale                  | Wynik finału   |
| Zwycięzca     | 1. | 4 lutego 2007 | Viña del Mar | Ceglana      | Óscar Hernández | Albert Montañés Rubén Ramírez Hidalgo | 4:6, 6:4, 10–6 |